# Фрідріх Карл, князь Шварценберґ
Фрідріх Карл, князь Шварценберзький (чеськ. kníže Bedřich Schwarzenberg; 30 вересня 1800 – 6 березня 1870) – австро-чеський військовий, що мав сповнену пригод кар'єру солдата та описав свої мандри і походи в кількох цікавих творах, найвідомішим з яких є його «Wanderungen eines Lanzknechtes (1844–1845)».

## Ранні роки
Він народився представником славетного роду Шварценберґів і був старшим сином відомого фельдмаршала Карла Філіпа, князя Шварценберґа та його дружини графині Марії Анни фон Гогенфельд (1768–1848), овдовілої княгині Естергазі.

## Біографія
Він брав участь як австрійський офіцер у кампаніях у Галичині 1846 року, в Італії 1848 року та в Угорщині 1848 року, а також яко аматор — у французькому завоюванні Алжиру, Карлістських війнах в Іспанії та швейцарській громадянській війні за Зондербунд. Він став генерал-майором австрійської армії в 1849 році та помер після багатьох років насиченого дозвілля в 1870 році.
Фрідріх Карл був недовго заручений з принцесою Елізою Радзівілл, але заручини було розірвано.